# 若夫堅卡河
若夫堅卡河（烏克蘭語：Жовтенька），是烏克蘭的河流，位於該國東部，屬於卡緬卡河的支流，流經第聶伯羅彼得羅夫斯克州，河道全長42公里，流域面積293平方公里。